# Gordura insaturada
Uma gordura insaturada é uma gordura ou ácido graxo na qual uma ou mais ligações duplas entre átomos de carbono vizinhos estão presentes na cadeia, normalmente encontradas em estado líquido.

## Implicações na saúde
Gorduras insaturadas são mais saudáveis do que as gorduras saturadas. Os alimentos que contêm gorduras insaturadas são por exemplo o abacate, as nozes e castanhas, e o azeite, sendo este mais saudável na apresentação extra virgem. Cabe ressaltar que a gordura trans é menos saudável que a gordura saturada pois o organismo só sabe metabolizar a forma cis, sendo que a forma trans, não sendo metabolizada, fica indefinidamente depositada no nosso organismo.
A gordura insaturada eleva o nível de lipoproteína de alta densidade no sangue (HDL, ou "colesterol bom"). Isso reduz a formação e/ou manutenção de ateroma, isto é, a placa de gordura no interior de veias e artérias, que pode causar hipertensão arterial, enfarte e derrame cerebral. São encontradas em óleos de origem vegetal, semente, e castanhas em geral.
A gordura insaturada deste tipo de subdivide-se em 2 grupos: as monoinsaturadas e as poliinsaturadas. Elas atuam de forma diferente das saturadas no organismo e são consideradas benéficas, pois contribuem para redução do colesterol no sangue, quando consumidas em substituição das gorduras saturada e trans. A monoinsaturada é a mais benéfica de todas, pois colabora para redução do colesterol de baixa densidade (LDL), sem reduzir o colesterol de alta densidade (HDL)